# Saulkrasti
Saulkrasti ( výslovnost) je město v Lotyšsku a správní centrum stejnojmenného kraje. V roce 2010 zde žilo 3 299 obyvatel.